# Elizabeth Herbert, Condessa de Pembroke e Montgomery
Elizabeth Herbert, Condessa de Pembroke e Montgomery (nascida Elizabeth Spencer; 29 de dezembro de 1737 — Pembroke Lodge, 30 de abril de 1831) foi uma nobre britânica. Ela foi condessa de Pembroke e Montgomery pelo seu casamento com Henry Herbert, 10.º Conde de Pembroke, 7.º Conde de Montgomery.

## Família
Lady Elizabeth foi a segunda filha e criança nascida de Charles Spencer, 3.º Duque de Marlborough e de Elizabeth Trevor. Os seus avós paternos eram Charles Spencer, 3.º Conde de Sunderland e Anne Churchill. Os seus avós maternos eram Thomas Trevor, 2.° Barão Trevor de Bromham e Elizabeth Burrell.
Ela teve três irmãos: Diana, uma pintora; George Spencer, 4.º Duque de Marlborough, marido de Caroline Russell, e Charles, marido de Mary Beauclerk.

## Biografia
Aos 18 anos, Elizabeth casou-se com Henry Herbert, 10.º Conde de Pembroke, de 21 anos, no dia 12 de março de 1756, em Langley, no condado de Buckinghamshire. O conde era filho de Henry Herbert, 9.º Conde de Pembroke e de MaryFitzWilliam.

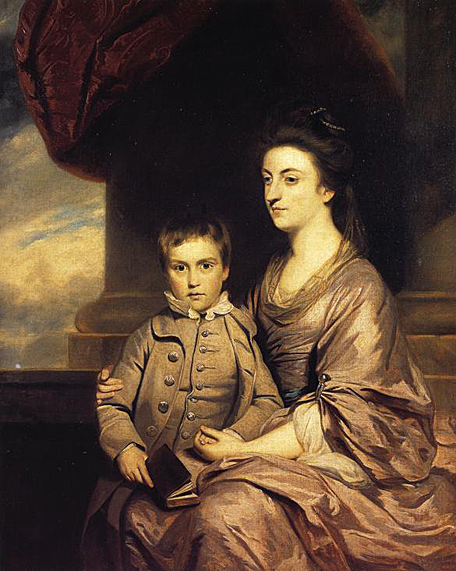
A condessa com seu filho, George por Joshua Reynolds.

Na década de 1760, a condessa era admirada pelo rei Jorge III do Reino Unido, tendo ocupado a posição de Lady of the Bedchamber para a esposa dele, a rainha Carlota, de 1783 a 1818. O casal ficou por duas noites, em Wilton House, a residência dos Herbert, em 1778.
Ela e o marido viviam separados em Wilton House. O casal teve dois filhos, um menino e uma menina.
Em 1787, o rei concedeu a Elizabeth a mansão de Pembroke Lodge, onde ela passou a morar em 1788. De 1788 a 1796, ela expandiu a casa, empregando o arquiteto John Soane.
A condessa faleceu no dia 30 de abril de 1813, em Pembroke Lodge, em Londres, aos 93 anos de idade.

## Descendência
- George Herbert, 11.º Conde de Pembroke (10 de setembro de 1759 – 26 de outubro de 1827), sucessor do pai. Sua primeira esposa foi Elizabeth Beauclerk, com quem teve quatro filhos. Após sua morte, casou-se com a condessa Catherine Vorontsov, com quem teve seis filhos;
- Charlotte Herbert (14 de julho de 1773 – 21 de abril de 1784), morta aos dez anos de idade.

## Na cultura popular
- Ela aparece no filme The Madness of King George, de 1994, onde é interpretada por Amanda Donohoe.